# Kollegierne i Universitetsparken i Aarhus
56°10′07.5″N 10°12′22″Ø / 56.168750°N 10.20611°Ø
Kollegierne i Universitetsparken i Aarhus udgøres af i alt 9 kollegiebygninger, beliggende i Universitetsparken i Aarhus. Kollegierne er med sine 496 værelser Aarhus' tredjestørste kollegium. Kollegierne blev grundlagt i 1935 og er bygget i samme arkitektoniske stil som resten af Universitetsparken, og er dermed som det eneste kollegium optaget i den danske Kulturkanon.

## Kollegiernes historie

### Begyndelsen
Kollegierne i Universitetsparken i Aarhus blev grundlagt som Studenterkollegierne i Universitetsparken i Aarhus i 1935. Kollegierne blev betalt ved hjælp af donationer fra private borgere, gymnasier, kommuner, sogne og selskaber. Enkelte lande donerede også værelser. Ud over glæden ved at hjælpe en fattig studerende fik donatorerne også ret til at indstille beboere til et værelse på kollegierne uden om det almindelige optagelsessystem. En ret som stadig eksisterer og som bliver brugt af enkelte familier og gymnasier i dag.

### Bombningen under Anden Verdenskrig
Under 2. Verdenskrig blev de 5 kollegier, der var bygget på det tidspunkt, beslaglagt af den tyske besættelsesmagt. Kollegium 4 og 5 blev herefter indrettet som  hovedkvarter for Gestapo i Jylland. De studerende der i den sammenhæng blev boligløse blev efter en radioappel til de aarhusianske borgere genhuset privat i Aarhus. Ceres stillede deres ølvogne til rådighed i forbindelse med udflytningen. Desværre for modstandsbevægelsen var Gestapo effektive og i løbet af 1944 var de så tæt på at optrævle hele den jyske modstandsbevægelse, at modstandsbevægelsens ledere bad Briterne om at gøre noget. RAF blev sat på sagen og stod overfor en umulig opgave. Man skulle bombe 2 bygninger omgivet af 2 civile hospitaler og civile beboelsesområder. Samtidigt ønskede man også at bygningerne blev ramt på en sådan måde at trappeopgangene, der ligger i kollegiernes gavle, ikke blev beskadiget, således at eventuelle fanger ville kunne flygte den vej ud. Løsningen blev at lade Mosquito-jagerbombere foretage opgaven fra ekstremt lav højde, så bomberne ville ramme kollegierne direkte fra siden. En model af Universitetsparken og de omkringliggende kvarterer blev bygget og piloterne trænede ved at kaste sandsække mod malede mål på en parkeringsplads. Den 31. oktober 1944 blev  operationen gennemført med et minimum af civile tab og uden at hospitalerne blev ramt. Efter krigen blev Kollegierne genopbygget og 4 nye kollegier blev føjet til de 5 gamle således at der i 1962 var bygget 9 kollegier.

### I dag
Fordi kollegierne blev bygget for donerede midler har de aldrig været tynget af de store gældsbyrder som mange andre kollegier har måttet leve med. Det har haft den betydning at Kollegierne i Universitetsparken i Aarhus altid har kunnet holde en lav husleje. Kollegierne har i de seneste år påbegyndt en renovering af køkkenerne således at de fremstår som moderne. Dette er sket uden at belåne kollegierne og uden at hæve huslejen mere end hvad inflation kræver. Nogle år endog med mindre end det.

## Kollegierne og Aarhus Universitet
Kollegierne har altid haft et særligt forhold til Aarhus Universitet. Dels deler de park, men Kollegierne sørger med sine 496 beboere også for, at der altid er liv i Universitetsparken, og at den også udenfor semestrene er fyldt med glade studerende. Det er således kollegiernes alumner der står for Universitetsparkens Sankt Hans-bål hvert år. Forholdet kan også ses på, at Kollegiernes hjemmeside ligger på Universitets domæne. I forbindelse med Kollegiernes 75 års jubilæum forærede Universitetet Kollegierne 11 speciallavede plakater med billeder fra Kollegiernes historie. Disse plakater hænger i dag i Eforen, der er Kollegiernes bar og fælleshus.

## Eforen
Da Kollegierne blev bygget, blev der også bygget tre boliger til eforer. Efter eforsystemet blev udfaset blev to af disse bygninger solgt til Aarhus Universitet, hvoraf det ene i dag fungerer som Kollegiekontor. Den sidste bygning blev indrettet til fælleshus for Kollegierne og døbt Eforen til minde om dens tidligere beboer. I Eforens stueetage ligger Kollegiernes festlokale, der om torsdagen og fredagen bliver brugt af Kollegiernes bar, der også hedder Eforen. Festlokalet bliver om lørdagen udlejet til Kollegiernes beboere. I Eforen er der også pool-, sy-, hygge- og musikrum samt et mødelokale.

## Beboerdemokrati

### Valgmandsforsamling
Beboerdemokratiet på Kollegierne bliver udøvet igennem den såkaldte Valgmandsforsamling. Forsamlingen består af én repræsentant fra hver gang på kollegierne. Repræsentanterne bliver kaldt valgmænd og forsamlingen har taget navn efter disse. Valgmændene er de eneste der har stemmeret på Valgmandsforsamlingen, men alle beboere har møde- og taleret på Valgmandsforsamlingen. Der afholdes Valgmandsforsamling i marts og september måned og ellers når der behov for det. I martsforsamlingen gennemgås Kollegiernes regnskab. På septemberforsamlingen pålægger beboerne deres repræsentanter i Kollgiernes bestyrelse at stemme for eller imod budgettet for det efterfølgende år. På septemberforsamlingen bliver Kollegianerrådet også valgt.
Valgmandsforsamlingen vedtager også regelsættet for optagelse på Kollegierne, ligesom de vedtager Husordenen.

### Kollegianerrådet
Kollegianerrådet (KR i daglig tale) er beboernes repræsentanter i bestyrelsen. De bliver valgt for en 2-årig periode og KR's formand er født næstformand i Kollegiernes bestyrelse. Udover dette arbejde varetager KR også behandlingen af klager beboerne imellem. Det er også KR der prioriterer ansøgerne til Kollegiet, ligesom de godkender ansøgninger om fremleje. KR står også for afholdelsen af Sankt Hans-aftensfesten i samarbejde med Kollegiernes Indkøbsforening.

## Bestyrelsen
Bestyrelsen på Kollegierne består af 10 personer:
- 4 er udnævnt af alumnerne. (Det er de 4 Kollegianerrådsmedlemmer.)
- 4 er udnævnt af Universitets-Samvirket.
- 1 er udnævnt af Rektor på Aarhus Universitet.
- 1 er udnævnt af de Kollegiernes ansatte.

## Optagelse
I modsætning til mange andre har Kollegierne i Universitetsparken sit eget optagelsessystem. Ansøgere bliver prioriteret efter hvornår de har ansøgt og hvor længe de har studeret. Derudover bliver tidligere beboere prioriteret over nye ansøgere. Kun ansøgere under 32 år kan komme i betragtning til et værelse. Disse reglerne er vedtaget af beboerne på Kollgierne og selve prioriteringen sker af repræsentanter valgt af beboerne.
De familier, institutioner og selskaber, der oprindelig donerede værelserne på kollegiet, har stadig en indstillingsret, der også fører til øjeblikkelig optagelse. Denne rettighed blive ikke benyttet ofte, men et par enkelte familier og nogle få gymnasier benytter sig stadigvæk af muligheden.

## Kendte tidligere alumner
- Dronning Margrethe II af Danmark
- Bertel Haarder, Folketingsmedlem for Venstre, tidl. minister.
- Peter Mogensen, politisk kommentator
- Lise Rønne, TV-vært
- Jonas Dahl, Folketingsmedlem for Socialistisk Folkeparti, tidl. minister.
- Henning Lehmann, tidl. rektor for Aarhus Universitet
- Bodil Due, tidl. dekan for det Humanistiske Fakultet
- Gorm Toftegaard Nielsen, professor i strafferet og straffeproces ved Aarhus Universitet
- Drude Dahlerup, medstifter af JuniBevægelsen, professor i statskundskab ved Stockholms universitet
- Jørgen Thorgaard, forfatter, teolog og TV-vært
- Rolf Jensen, forfatter, tidl. direktør for Instituttet for Fremtidsforskning
- Jens Peter Christensen, højesteretsdommer
- Christian Egander Skov, debattør, forfatter og historiker.